# Dysphania pilosa
Dysphania pilosa là một loài bướm đêm trong họ Geometridae.